# Opechancanough
Opechancanough (zm. 1644 w Jamestown) – wódz indiański, brat i następca Powatana. W 1622 roku najechał Kolonię Wirginia, zabijając około 350 kolonistów, w tym Johna Rolfe'a i rozpoczynając wojnę przeciw kolonistom.